# 第1回日本アカデミー賞
第1回日本アカデミー賞は1978年（昭和53年）4月6日に行われた日本アカデミー賞の発表・授賞式。
帝国劇場・帝国ホテルで開催され、司会は岡田真澄と土居まさるが務めた。
テレビ中継は日本テレビが担当、『木曜スペシャル』を19:00 - 20:54に拡大して放送した。また帝国劇場前のレポーターとして、徳光和夫と松永二三男両アナウンサー（当時）が出演した。

## 最優秀作品賞
- 幸福の黄色いハンカチ

### 作品賞ノミネート
- 青春の門 自立篇
- 竹山ひとり旅
- 八甲田山
- はなれ瞽女おりん

## 最優秀監督賞
- 山田洋次（幸福の黄色いハンカチ/男はつらいよシリーズ）

### 監督賞ノミネート
- 市川崑（悪魔の手毬唄/獄門島）
- 篠田正浩（はなれ瞽女おりん）
- 新藤兼人（竹山ひとり旅）
- 森谷司郎（八甲田山）
- 山田洋次（幸福の黄色いハンカチ/男はつらいよシリーズ）

## 最優秀脚本賞
- 山田洋次・朝間義隆（男はつらいよシリーズ/幸福の黄色いハンカチ）

### 脚本賞ノミネート
- 新藤兼人（竹山ひとり旅）
- 高田宏治（西陣心中/日本の首領 野望篇/やくざ戦争 日本の首領/北陸代理戦争）
- 橋本忍（八甲田山/八つ墓村）
- 長谷部慶次・篠田正浩（はなれ瞽女おりん）
- 山田洋次・朝間義隆（男はつらいよシリーズ/幸福の黄色いハンカチ）

## 最優秀主演男優賞
- 高倉健（幸福の黄色いハンカチ/八甲田山）

### 主演男優賞ノミネート
- 渥美清（男はつらいよ 寅次郎頑張れ!/男はつらいよ 寅次郎と殿様/八つ墓村）
- 北大路欣也（アラスカ物語/八甲田山）
- 郷ひろみ（おとうと/突然 嵐のように）
- 高倉健（幸福の黄色いハンカチ/八甲田山）
- 林隆三（竹山ひとり旅）

## 最優秀主演女優賞
- 岩下志麻（はなれ瞽女おりん）

### 主演女優賞ノミネート
- 秋吉久美子（姿三四郎/八甲田山/突然 嵐のように）
- 岩下志麻（はなれ瞽女おりん）
- 岸惠子（悪魔の手毬唄）
- 倍賞千恵子（男はつらいよシリーズ/幸福の黄色いハンカチ）
- 山口百恵（霧の旗/春琴抄/泥だらけの純情）

## 最優秀助演男優賞
- 武田鉄矢（幸福の黄色いハンカチ）

### 助演男優賞ノミネート
- 加藤武（悪魔の手毬唄/獄門島）
- 川谷拓三（河内のオッサンの唄 よう来たのワレ/ドカベン/日本の仁義/ピラニア軍団 ダボシャツの天）
- 武田鉄矢（幸福の黄色いハンカチ）
- 三國連太郎（霧の旗/八甲田山）
- 若山富三郎（悪魔の手毬唄/江戸川乱歩の陰獣/姿三四郎）

## 最優秀助演女優賞
- 桃井かおり（幸福の黄色いハンカチ）

### 助演女優賞ノミネート
- いしだあゆみ（青春の門 自立篇）
- 大竹しのぶ（男はつらいよ 寅次郎頑張れ!/季節風/青春の門 自立篇）
- 乙羽信子（竹山ひとり旅）
- 奈良岡朋子（はなれ瞽女おりん）
- 桃井かおり（幸福の黄色いハンカチ）

## 最優秀音楽賞
- 芥川也寸志（八甲田山/八つ墓村）

### 音楽賞ノミネート
- 芥川也寸志（八甲田山/八つ墓村）
- 大野雄二（人間の証明）
- 佐藤勝（アラスカ物語/幸福の黄色いハンカチ）
- 武満徹（はなれ瞽女おりん）
- 林光（竹山ひとり旅）

## 最優秀技術賞
- 宮川一夫<撮影>（はなれ瞽女おりん）

### 技術賞ノミネート
- 岡崎宏三<撮影>（アラスカ物語/ねむの木の詩がきこえる）
- 木村大作<撮影>（八甲田山）
- 黒田清己<撮影>（竹山ひとり旅）
- 宮川一夫<撮影>（はなれ瞽女おりん）
- 村木忍<美術>（悪魔の手毬唄/獄門島）

## 最優秀外国作品賞
- ロッキー

### 外国作品賞ノミネート
- 鬼火
- さすらいの航海
- スラップ・ショット
- ネットワーク

## スタッフ
- 企画：日本アカデミー賞協会
- 総合プロデューサー：藤本真澄
- 構成：太田イサム
- 中継演出：神戸文彦、吉岡正敏
- 音楽：東海林修
- 制作：後藤達彦
- 製作：日本テレビ